# Johann Nacke
Johann Nacke († 1620 in Bremen) war ein Bremer Steinmetz und  Baumeister der Renaissance. 

## Biografie
Der Sohn des Steinhauers Wynke Nacke arbeitete wie sein Vater als Steinmetz. Er wurde durch den Baumeister des Bremer Rathauses Lüder von Bentheim geschult und 1618 Meister seines Handwerks. 1618 bis 1621 führte er zusammen mit Ernst Crossmann die  Steinmetzarbeiten am Amts- und Hochzeitshaus für die Sozietät der Wandschneider in Bremen aus. Das später als Krameramts- und Gewerbehaus benannte Haus am Ansgariikirchhof wurde im Zweiten Weltkrieg 1944 zerstört und ab 1952 bis 1959 wiederaufgebaut und dient heute als Gewerbehaus der Handwerkskammer Bremen als Verwaltungssitz. Auch beim sogenannten Essighaus in der Langenstraße in Bremen – Haus des Kaufmanns und Bürgermeisters Harm Esich – war er bei der Ausführung beteiligt.